# Гатачко поље
Гатачко поље је пространо крашко поље у северном делу Источне Херцеговине, у општини Гацко. Простире се на површини од 57 km², правцем северозапад-југоисток, на дужини од око 24 километара и широко је 3,6 километара. Смештено је између планина Бјелашница и Лебршник на надморској висини од 930 до 1000 метара. Кроз поље теку понорнице Грачаница и Мушница, које поље повремено и плаве.
Једино веће насељено место је Гацко. Близу поља су планина и превој Чемерно, извориште Требишњице, језерo Клиње, као и национални парк Сутјеска. У пољу су развијени пољопривреда и сточарство.
На Гатачком пољу се одиграла одлучујућа битка између снага српског краља Уроша и његовог сина Драгутина. Драгутинове снаге потпомогнуте мађарским савезницима су однеле победу над снагама краља Уроша.